# Otto Svensson
Otto Herman Svensson (i riksdagen kallad Svensson i Saläng), född 20 oktober 1857 i Hällstads församling, Älvsborgs län, död 5 mars 1931 i Ods församling, Älvsborgs län, var en svensk lantbrukare och riksdagsman.
Svensson var ledamot av Sveriges riksdags andra kammare från mandatperioden 1900–1902.